# エスタディオ・エリオドロ・ロドリゲス・ロペス
エスタディオ・エリオドロ・ロドリゲス・ロペス（Estadio Heliodoro Rodríguez López）は、スペイン, カナリア諸島, テネリフェ島, サンタ・クルス・デ・テネリフェにあるスタジアム。CDテネリフェがホームスタジアムとして使用している。収容人数は24,000名で、カナリア諸島最大のスタジアムである。

## ギャラリー

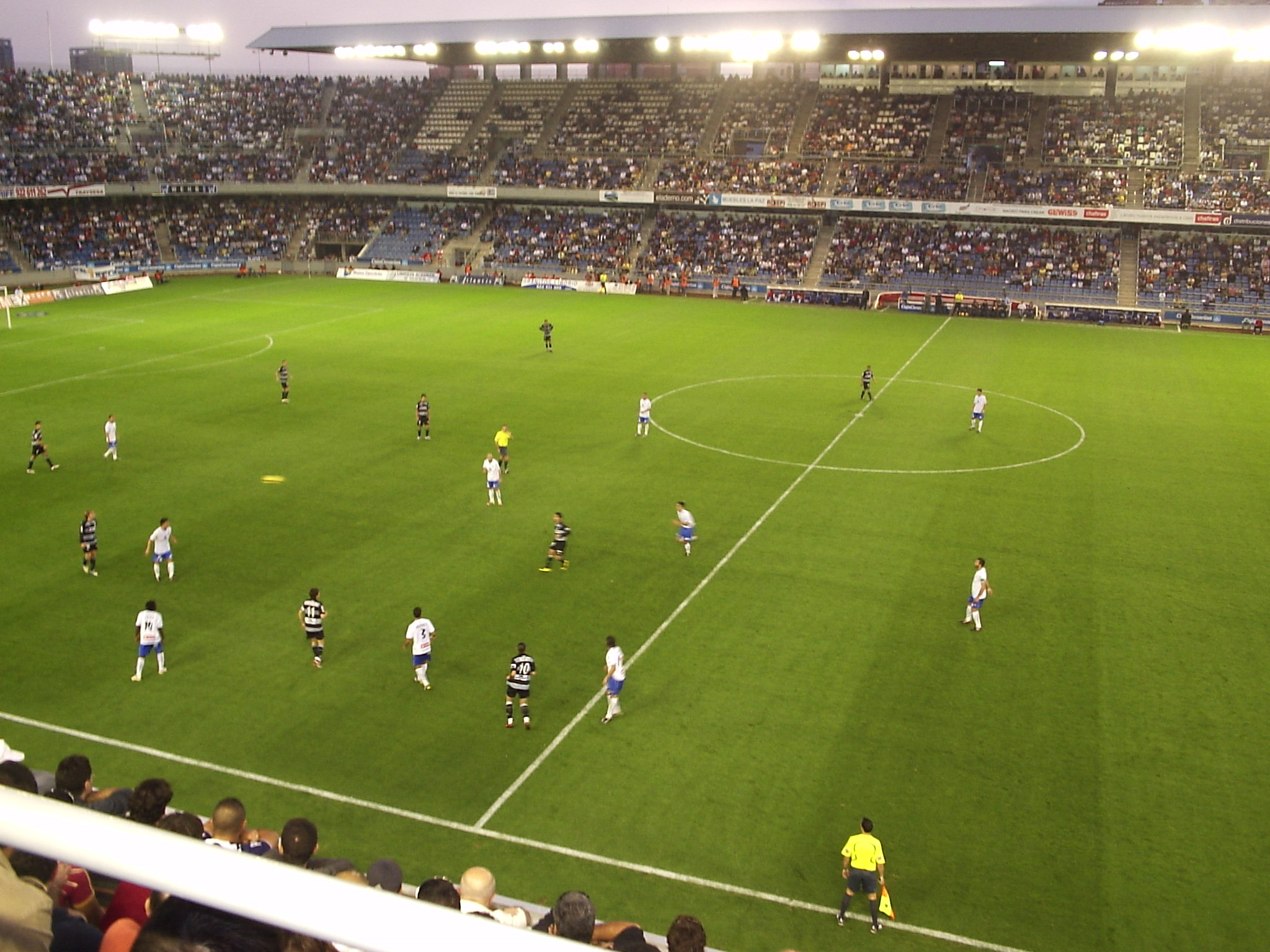

## 国際試合
- スペイン 1-0 ドイツ, 1982
- スペイン 2-1 スイス, 1989
- スペイン1-1 ポーランド, 1994
- スペイン4-1 スロバキア, 1996